# Martirio di santa Caterina d'Alessandria
Il Martirio di Santa Caterina d'Alessandria è un dipinto a olio su tela di Guido Reni del 1606 circa, conservato al Museo Diocesano di Albenga. È considerato una delle più importanti opere giovanili del bolognese.

## Storia e descrizione

### Committenza, cronologia e soggetto
Il dipinto fu eseguito su commissione del conte Ottavio Costa, uno dei principali banchieri e mecenati della Roma del primo Seicento, per ornare un altare della chiesa parrocchiale di Sant'Alessandro di Conscente, feudo della sua famiglia. Il banchiere, molto legato ai suoi luoghi d'origine, commissionò importanti opere a Roma da spedire in Liguria: tra queste, oltre alla presente, il Miracolo di San Verano di Giovanni Lanfranco, per l'altare di famiglia nella cattedrale di Albenga, e il San Giovanni Battista nel deserto per l'omonimo oratorio di Conscente (già chiesa principale del paese prima dell'edificazione della nuova parrocchiale di Sant'Alessandro), ottima copia da un originale di Caravaggio di proprietà del conte oggi a Kansas City; entrambe queste opere, insieme al Martirio di Santa Caterina, sono oggi conservate nel museo diocesano ingauno. 
Il Martirio di Santa Caterina, per il quale mancano documenti di pagamento, è generalmente datato al 1606 su base stilistica: a sostegno di questa ipotesi va la cronologia dei lavori di costruzione della chiesa di sant'Alessandro, terminati, come ricorda una lapide apposta sull'edificio sacro, nello stesso 1606. La prima menzione documentaria dell'opera è in un inventario dei beni liguri dei Costa redatto a partire dal 1615-1618 circa fino almeno al 1621, che la registra già a Conscente dove certamente era stata spedita subito dopo la sua realizzazione (e di sicuro dopo il 1604, data di una lettera che descrive il presbiterio della chiesa come ancora disadorno). L'opera, vista la dedicazione della chiesa a Sant'Alessandro, era collocata non sull'altar maggiore, ma sull'altare della testata destra del transetto, anche se, nell'inventario succitato, fra le tre ancone registrate nel 1615 circa all'interno della chiesa nessuna raffigurava il santo dedicatario mentre la presente, a testimoniare la sua importanza, fu segnata per prima e come "ancona grande". Il dipinto rimase nella chiesa del borgo ligure fino alla seconda metà del Novecento, quando fu trasferito per motivi di tutela nell'attuale luogo di conservazione. Negli ultimi decenni esso è stato oggetto di prestito in occasione di numerose mostre sia italiane che estere.

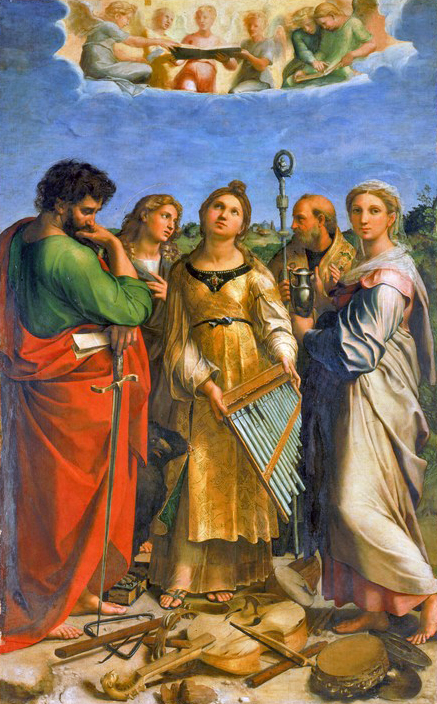
L'Estasi di Santa Cecilia di Raffaello, che Guido Reni copiò in gioventù

La scelta del soggetto per l'ancona, sicuramente legata a una devozione familiare dei committenti (sappiamo che Ottavio Costa diede il nome di Caterina alla figlia nata nel 1607, proprio a ridosso, dunque, della probabile data di realizzazione dell'opera), è da collocare nell'ambito del rinnovato interesse per le figure di alcune sante martiri (cui già la revisione del Martirologio Romano ad opera del Cardinal Baronio nei tardi anni '80 del Cinquecento aveva dato un grosso impulso) alimentato sotto il pontificato di Clemente VIII (1592-1605) dalla riscoperta, in occasione del Giubileo del 1600, del corpo di Santa Cecilia. La scelta di Guido Reni per la realizzazione dell'opera, molto probabilmente, non fu estranea a queste vicende: il pittore bolognese, giunto a Roma qualche anno prima proprio in occasione del giubileo, si era infatti messo in luce nell'Urbe con la realizzazione di una copia dell'Estasi di Santa Cecilia di Raffaello conservata a Bologna, e aveva avuto come primo incarico dal cardinale Paolo Emilio Sfondrati quello di dipingere due storie della santa per la Cappella del Bagno della basilica romana a lei dedicata: in quest'occasione era stato proprio Ottavio Costa a saldare in qualità di banchiere, per conto dello Sfondrati, l'ammontare dovuto al pittore. Una di queste due opere, raffigurante il martirio di Santa Cecilia, presenta inoltre numerose analogie con il quadro realizzato per Conscente, mentre nell'altra, raffigurante l'incoronazione di Cecilia e Valeriano, la figura della santa ha la stessa postura della Santa Caterina ligure, utilizzata da Guido anche per la figura centrale dell'Incoronazione della Vergine oggi alla National Gallery di Londra, quadro in cui compaiono anche degli angeli musicanti del tutto simili a quelli del quadro ingauno. Negli anni subito precedenti al 1606 il pittore aveva eseguito inoltre due piccoli rami, oggi a Cordoba, raffiguranti Santa Apollonia in preghiera e il suo martirio, oltre alla realizzazione di una fortunata immagine di Santa Cecilia, e nel 1604-1605 aveva dipinto la pala con il martirio di San Pietro, oggi in Pinacoteca Vaticana, per il santuario di San Paolo alle Tre Fontane, anch'esso rinnovato completamente per il giubileo del 1600.

### Descrizione e stile

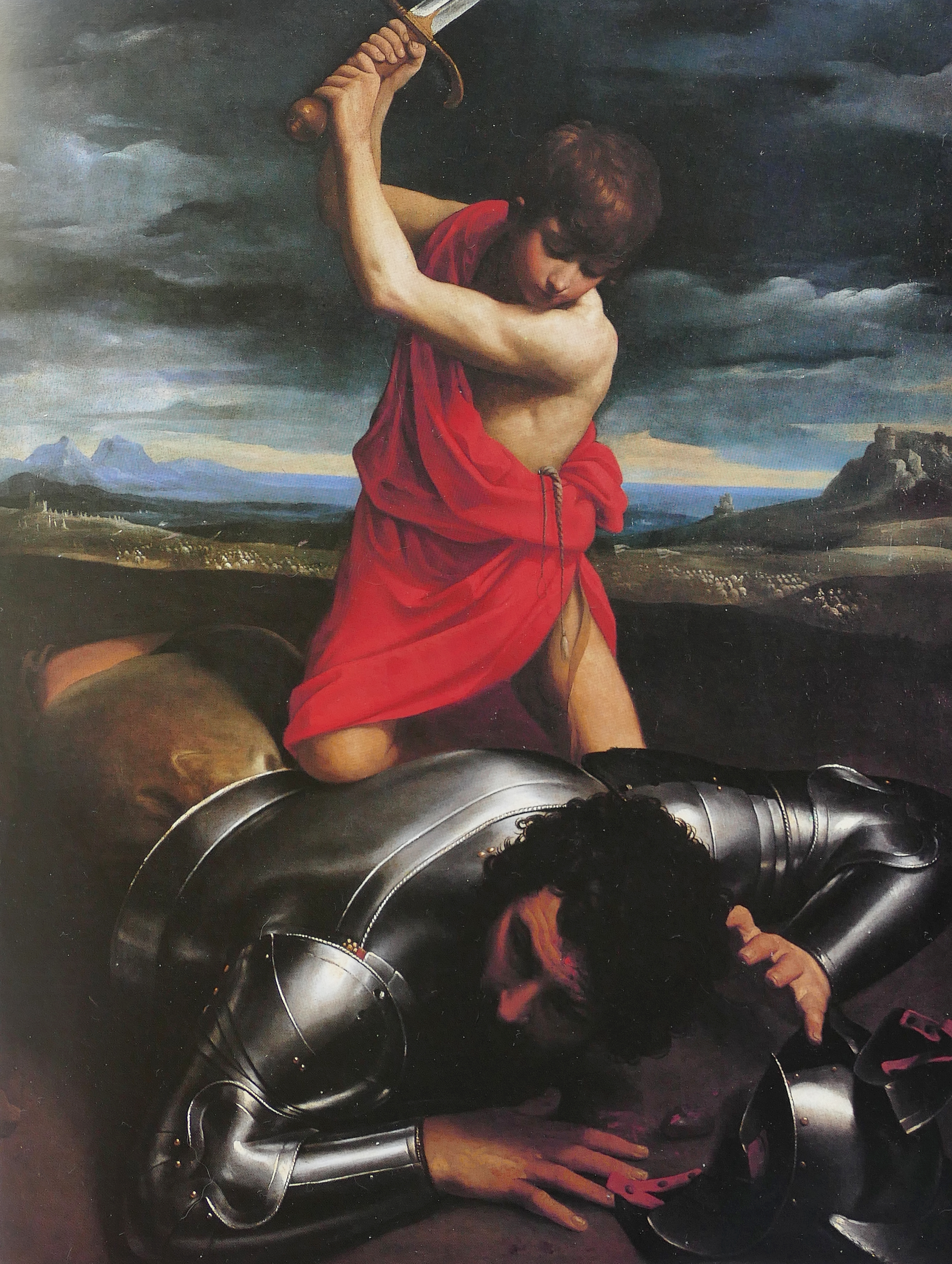
Il David e Golia del 1607 circa, una delle opere in cui Guido più si ispirò alla maniera del Caravaggio

La scena del martirio di Santa Caterina è ambientata all'aperto in un paesaggio notturno nuvoloso, elemento ricorrente nella produzione giovanile di Guido che potrebbe alludere, in questo caso, alla versione del martirio narrata nella Leggenda Aurea secondo la quale dal cielo, rapidamente rabbuiatosi, sarebbe calato un fulmine a spezzare la ruota della tortura. La santa, riccamente vestita in abiti confacenti al suo rango principesco, è inginocchiata per terra al centro del quadro, con le braccia aperte in segno di preghiera e dedizione al Signore. Lo sguardo mite è rivolto al Cielo, da dove cala un angelo dalle vesti svolazzanti che le porta la palma del martirio e le pone in testa una coroncina di fiori; altri due angioletti più in alto intonano un canto sospesi fra le nuvole. Di fronte alla santa giace in pezzi la ruota della tortura, frantumatasi per il fulmine o al contatto con il suo corpo consacrato a Dio: il carnefice, vestito alla moderna, è in piedi sulla destra con la spada alzata, pronto a vibrare il colpo mortale. La composizione è improntata a una certa simmetria e solenne monumentalità adatte alla destinazione del dipinto a pala d'altare; più nel particolare, le braccia della santa e il braccio dell'angelo vanno a formare un decusse con al centro il volto estatico della principessa, decusse il cui quarto braccio mancante sarà presto completato dalla spada non appena calerà sul collo della martire.
A livello stilistico, l'opera è rappresentativa della prima produzione romana di Guido Reni, che unisce a elementi di sua invenzione altri derivanti dalla sua formazione bolognese, aggiornati, ma solo in superficie, sulle novità in quegli anni propalate a Roma dal Caravaggio. Echi del suo apprendistato nella bottega di Denijs Calvaert si possono cogliere nel delicato accordo cromatico tra la veste rosata e il manto giallo-aranciato della santa, così come nell'eleganza allungata ancora vagamente tardomanierista dell'angelo palmigero; la presenza a terra, in posizione simmetrica alla ruota, di un pezzo di fregio marmoreo antico utilizzato come elemento decorativo e di ambientazione storica, alludente inoltre alla potenza distruttrice del tempo e al trionfo del Cristianesimo sul Paganesimo antico, potrebbe essere invece un ricordo del passaggio nella bottega dei Carracci. Già tipicamente reniani sono la classica purezza della composizione e alcuni brani particolari come gli svolazzi creati dal panneggio dell'angelo, le teste bionde dei puttini cantanti e, soprattutto, il volto della santa con i grandi occhi rivolti al cielo, elemento ricorrente nella produzione artistica del bolognese dai princìpi fino alla fase estrema, già sperimentato sulle figure dell'Assunta di Pieve di Cento, di Santa Cecilia e di Santa Apollonia e probabilmente ispirato allo sguardo estatico della Santa Cecilia raffaellesca da lui ripetutamente copiata in gioventù. Numerosi spunti tratti dall'opera del Merisi si trovano nel tessuto figurativo della pala di Conscente: a confronto con il precedente Martirio di Santa Cecilia dell'omonima chiesa trasteverina, in cui l'aggiornamento sul caravaggismo del pittore da poco giunto a Roma sembra limitarsi allo sfondo scuro, qui il Reni, entrato nell'orbita del Cavalier d'Arpino e mutata maniera in diretta competizione con il Caravaggio, adotta, insieme all'impianto luministico tipico del pittore lombardo, caratterizzato dallo sfondo buio e dai forti contrasti chiaroscurali, altri espedienti formali e narrativi merisiani come la raffigurazione del carnefice in abbigliamento contemporaneo, la rappresentazione realistica della soprannaturale apparizione celeste e l'imitazione del vero naturale in brani quali il riflesso nella spada dell'aguzzino o le ali degli angeli, fatte di vere e soffici piume bianche. Caravaggesca è pure la pianta di verbasco accanto al rilievo marmoreo, presente in molti quadri del pittore lombardo tra i quali anche il San Giovanni Battista di Kansas City dipinto per Ottavio Costa. Sebbene questa attenzione al caravaggismo, sempre però mescolata da Guido al suo bagaglio artistico di retaggio emiliano e all'amore per la maniera di Raffaello e mai semplice imitazione o vera e profonda adesione, corrisponda alle ricerche stilistiche da lui perseguite in questo primo periodo romano e già notate dalla critica fin dai tempi del Malvasia (ritrovabili più che altrove in quadri come la Crocifissione di San Pietro per le Tre Fontane, la Carità di Pitti e nei vari David con la testa di Golia oltre al Davide e Golia in collezione Rau-Unicef), non fu certamente estraneo all'impostazione di parziale naturalismo della pala, nel presente caso, il gusto del committente ingauno, appassionato collezionista di opere del Merisi.

### Derivazioni
La fortuna figurativa dell'opera nell'ambito della bottega del suo creatore è testimoniata da varie derivazioni note come un Martirio di Santa Cecilia conservato al Museo della Certosa di Pavia, stilisticamente abbastanza diverso, che presenta, compresso e semplificato, lo stesso schema compositivo del quadro di Conscente, e una pala raffigurante Santa Caterina dei Musei Civici di Pavia che riproduce in copia, astratti dal contesto, solo la figura centrale del quadro e il gruppo dei due angioletti cantanti. Entrambe le opere, per la loro vicinanza alle invenzioni e allo stile di Guido, sono state alternativamente attribuite a Francesco Gessi e a Gian Giacomo Sementi, i due allievi più fedeli alla maniera del maestro, di cui spesso copiarono i dipinti.